# Associação de Futebol da Horta
Associação de Futebol da Horta (AFH) é o organismo que tutela as competições, clubes e atletas de futebol e futsal nas ilhas Faial, Pico, Flores e Corvo, ou seja todo o antigo Distrito da Horta, nos Açores.
A Associação foi criada a 21 de outubro de 1930 por iniciativa dos três clubes históricos da cidade da Horta: Fayal SC, Angústias AC e Sporting da Horta.

## Sede
A Associação de Futebol da Horta encontra-se sediada na Horta, Rua Cônsul Dabney, 9900-014.

## Competições AF da Horta
| Época   | Campeonato      | Taça            | Supertaça Dr. Manuel Faria de Castro |
| ------- | --------------- | --------------- | ------------------------------------ |
| 2018/19 | Fayal SC        | Fayal SC        | FC Madalena                          |
| 2017/18 | Vitória do Pico | Vitória do Pico | GD Cedrense                          |
| 2016/17 | FC Flamengos    | Vitória do Pico | Vitória do Pico                      |
| 2015/16 | GD Cedrense     | FC Flamengos    | GD Cedrense                          |
| 2014/15 | Vitória do Pico | Fayal sc        | Vitória do Pico                      |
| 2013/14 | FC Madalena     | FC Madalena     | FC Flamengos                         |
| 2012/13 | CD Lajense      | GD Salão        | GD Salão                             |
| 2011/12 | Vitória do Pico | Vitória do Pico | Vitória do Pico                      |
| 2010/11 | Fayal SC        | FC Flamengos    | Fayal SC                             |
| 2009/10 | Prainha FC      | Prainha FC      | Não se realizou                      |
| 2008/09 | FC Flamengos    | FC Flamengos    | Não se realizou                      |
| 2007/08 | Vitória do Pico |                 | Não se realizou                      |
| 2006/07 | CB São Mateus   |                 | Não se realizou                      |
| 2005/06 | Fayal SC        |                 | Não se realizou                      |
| 2004/05 | Vitória do Pico |                 | Não se realizou                      |
| 2003/04 | GD Minhocas     |                 | Não se realizou                      |
| 2002/03 | Boavista SC     |                 | Não se realizou                      |
| 2001/02 | Angústias AC    |                 | Não se realizou                      |
| 2000/01 | Fayal SC        |                 | Não se realizou                      |
| 1999/00 | FC Flamengos    |                 | Não se realizou                      |
| 1998/99 | Fayal SC        |                 | Não se realizou                      |
| 1997/98 | FC Madalena     |                 | Não se realizou                      |
| 1996/97 | Fayal SC        |                 | Não se realizou                      |
| 1995/96 | CD Lajense      |                 | Não se realizou                      |
| 1994/95 | SC Horta        |                 | Não se realizou                      |
| 1993/94 | GD Salão        |                 | Não se realizou                      |
| 1992/93 | GD Salão        |                 | Não se realizou                      |
| 1991/92 | Fayal SC        |                 | Não se realizou                      |
| 1990/91 | SC Horta        |                 | Não se realizou                      |
| 1989/90 | Angústias AC    |                 | Não se realizou                      |
| 1988/89 | SC Horta        |                 | Não se realizou                      |
| 1987/88 | FC Madalena     |                 | Não se realizou                      |
| 1986/87 | SC Horta        |                 | Não se realizou                      |
| 1985/86 | SC Horta        |                 | Não se realizou                      |
| 1984/85 | Angústias AC    |                 | Não se realizou                      |
| 1983/84 | FC Madalena     |                 | Não se realizou                      |
| 1982/83 | SC Horta        |                 | Não se realizou                      |
| 1981/82 | SC Horta        |                 | Não se realizou                      |
| 1980/81 | FC Flamengos    |                 | Não se realizou                      |
| 1979/80 | FC Flamengos    |                 | Não se realizou                      |
| 1978/79 | FC Flamengos    |                 | Não se realizou                      |
| 1977/78 | SC Horta        |                 | Não se realizou                      |
| 1976/77 | SC Horta        |                 | Não se realizou                      |
| 1975/76 | Fayal SC        |                 | Não se realizou                      |
| 1974/75 | Angústias AC    |                 | Não se realizou                      |
| 1973/74 | SC Horta        |                 |                                      |
| 1972/73 | SC Horta        |                 |                                      |
| 1971/72 | Angústias AC    |                 |                                      |
| 1970/71 | Angústias AC    |                 |                                      |

## Orgãos Sociais
Assembleia Geral:
Presidente: Jorge Costa Pereira
Vice-presidente: José Manuel Leal Caldeira
Direção :
Presidente: Eduardo Humberto Silveira Pereira
Vice-presidente: Alberto da Palma Ventura
Conselho Fiscal :
Presidente: Andy Rodrigues
Vice-presidente: Conceição Maria Statmiller Saldanha Soares Machado Lourenço
Conselho de Arbitragem :
Presidente: Marco Paulo Cunha da Silva
Vice-presidente: Nuno Miguel Brasil Dart
Conselho de Justiça :
Presidente: Roberto Daniel Moniz Vieira
Vice-Presidente: José Manuel Braia Ferreira

## Clubes nos escalões nacionais
Na época 2016–17, a Associação de Futebol da Horta não tinha um único representante nos campeonatos nacionais.